# Liste des évêques d'Oyo
Liste des évêques d'Oyo
(Dioecesis Oyoensis)
La préfecture apostolique nigériane d'Oyo est créée le 3 mars 1949 par détachement du vicariat apostolique de Lagos.
Le 18 janvier 1963, elle est érigée en évêché.

## Est préfet apostolique
- 1er avril  1949-18 janvier 1963 : Owen McCoy

## Puis sont évêques
- 18 janvier 1963-13 avril 1973 : Owen McCoy, promu évêque.
- 13 avril 1973-4 novembre 2009 : Julius Adelakun (Julius Babatunde Adelakun)
- depuis le 4 novembre 2009 : Emmanuel Badejo (Emmanuel Adetoyese Badejo)

## Sources
- L'ANNUAIRE PONTIFICAL, sur le site http://www.catholic-hierarchy.org, à la page